# Ludovico Carminati
Pour les articles homonymes, voir Carminati.
Ludovico Carminati, né le 21 septembre 1992 à Seriate, en Italie, est un joueur italien de volley-ball. Il mesure 2,00 m et joue réceptionneur-attaquant.

## Clubs
| Club                        | De        | À |
| --------------------------- | --------- | - |
| Pallavolo Città di Castello | 2012-2013 | … |

## Palmarès
Néant.